# Songle
Songle（ソングル）とは、国立研究開発法人 産業技術総合研究所（AIST:産総研）と科学技術振興機構（JST）で開発された、インターネット上にある音楽コンテンツの楽曲構造などの「楽曲の中身」を可視化するWebサービスである。

## 概要
YouTubeやニコニコ動画といった動画共有サービスやiTunesといった音楽配信サービスの普及により、インターネットを通して、膨大な数の音楽が視聴されるようになり、視聴履歴や曲名、アーティスト情報といったデータから「おすすめ」の楽曲コンテンツを推薦するサービスの開発提供も行われるようになった。しかし、曲調などによる推薦サービスの開発は進んでおらず、産総研では楽曲構造やビート構造、メロディー、コードといった「楽曲の中身」を基にした技術の開発を行った。ユーザーが「受動的に」音楽鑑賞を行うことを目標として、気に入った曲のサビ部分を抽出する機能も備える。